# Campionati europei di badminton 2000
I Campionati europei di badminton 2000 si sono svolti a Glasgow, in Gran Bretagna. È stata la 17ª edizione del torneo organizzato dalla Badminton Europe.

## Podi
| Evento              | Oro                             | Argento                               | Bronzo                                  |
| Singolare maschile  | Peter Gade                      | Poul-Erik Høyer Larsen                | Richard Vaughan                         |
| Singolare maschile  | Peter Gade                      | Poul-Erik Høyer Larsen                | Kenneth Jonassen                        |
| Singolare femminile | Camilla Martin                  | Marina Andrievskaya                   | Kelly Morgan                            |
| Singolare femminile | Camilla Martin                  | Marina Andrievskaya                   | Mette Sørensen                          |
| Doppio maschile     | Jens Eriksen and Jesper Larsen  | Pär-Gunnar Jonsson and Peter Axelsson | Simon Archer and Nathan Robertson       |
| Doppio maschile     | Jens Eriksen and Jesper Larsen  | Pär-Gunnar Jonsson and Peter Axelsson | Michal Logosz and Robert Mateusiak      |
| Doppio femminile    | Donna Kellogg and Joanne Goode  | Rikke Olsen and Helene Kirkegaard     | Marina Yakusheva and Irina Ruslyakova   |
| Doppio femminile    | Donna Kellogg and Joanne Goode  | Rikke Olsen and Helene Kirkegaard     | Nicole van Hooren and Lotte Jonathans   |
| Doppio misto        | Michael Søgaard and Rikke Olsen | Jens Eriksen and Mette Schjoldager    | Jon Holst Christensen and Ann Jørgensen |
| Doppio misto        | Michael Søgaard and Rikke Olsen | Jens Eriksen and Mette Schjoldager    | Chris Bruil and Erica van den Heuvel    |
| Gara a Squadre      | Danimarca                       | Inghilterra                           | Danimarca                               |

## Medagliere
| Posiz. | Nazione     | Oro | Argento | Bronzo | Totale |
| ------ | ----------- | --- | ------- | ------ | ------ |
| 1      | Danimarca   | 5   | 3       | 3      | 11     |
| 2      | Inghilterra | 1   | 1       | 1      | 3      |
| 3      | Svezia      | 0   | 2       | 0      | 2      |
| 4      | Paesi Bassi | 0   | 0       | 3      | 3      |
| 5      | Galles      | 0   | 0       | 2      | 2      |
| 6      | Polonia     | 0   | 0       | 1      | 1      |
| 6      | Russia      | 0   | 0       | 1      | 1      |
| Totale | Totale      | 6   | 6       | 11     | 23     |